# Capitulațiile dintre Imperiul Otoman și țările române
Capitulațiile încheiate de Țara Românească și Moldova cu Poarta Otomană au fost niște tratate bilaterale care stabileau statutul țărilor române în cadrul Imperiului Otoman. Principatele își păstrau autonomia internă și o anumită libertate în relațiile internaționale, fiind însă obligate să plătească în mod regulat tributul, să se abțină de la orice act de ostilitate față de Imperiul otoman și, în general, să se integreze în politica externă a Porții. Definiția capitulațiilor este dată în Dicționarul limbii române al Academiei Române: Capitulația reprezintă o "convențiune între un stat creștin și Poarta otomană, care regulează situația supușilor creștini din imperiul turcesc din punct de vedere administrativ, fiscal și judecătoresc." S-a crezut că asemenea capitulațiuni ar fi avut și Principatele române; textul lor nu este însă autentic - se afirmă în Dicționarul Academiei Române.

## Reconstituirea capitulațiilor
Deși documentele originale nu mai erau disponibile, ele au fost „reconstituite” și prezentate de delegații Țării Românești și Moldovei la tratatele de pace între Rusia și Imperiul Otoman de la Focșani (iulie-august 1772) și de la Kuciuk Kainargi (10/21 iulie 1774), și au fost luate drept bază de discuție în ceea ce privește organizarea și statutul internațional al Principatelor Române.
Se presupune că realizatorii lor principali în Țara Românească au fost banul Mihai Cantacuzino, luminatul Chesarie (1773-1780), episcop al Râmnicului, mitropolitul Grigorie și un boier relativ puțin cunoscut, Pană Filipescu, iar în Moldova de Petre Depasta, spătarul Ioan Cuza, postelnicul Manolachi Drăghici și postelnicul Ienachi Chirică. Istoriografia rusească susține că rușii sunt creatorii capitulațiilor.
Ele reprezentau un amestec de adevăr, acte originale și reconstituiri. Nu au fost declarate false și respinse de Poartă în mod oficial, clar și ferm niciodată (singura punere sub întrebare, dar extrem de moderată a apărut la 1856, când reprezentantul turc a declarat că nu s-au putut găsi în arhivele țării sale urme ale capitulațiilor). Chiar dacă nu au fost rescrise în forma în care fuseseră inițial, fondul lor istoric era real și nu doar o tradiție stătuse la baza redactării acestor acte, ci chiar documente reale, dar căzute în desuetudine și uitare sau chiar distruse. În 1974 se va descoperi primul izvor turcesc ce cuprindea un act acordat lui Mihnea Turcitul în 1585, descoperire urmată de altele în scurt timp.
După 1774 prin înscrierea „tractatelor” Principatelor cu Poarta (a capitulațiilor) în tratatele cu caracter internațional dintre Rusia și Turcia acestea căpătau o sancțiune internațională. Din acest moment, până la 1878 „capitulațiile” deveneau o realitate. Ele erau înscrise în circuitul diplomatic internațional și oficializate ca acte valabile. În acești 100 de ani capitulațiile au funcționat, au produs efecte benefice pentru România și au fost reale.
Capitulațiile au existat în conștiința diplomației europene și românești și înainte de 1772. În secolele XV-XVI, „capitulațiile” („tractatele”) își trăiesc prima etapă, adică stabilirea raporturilor între Principate și Poartă pe baza „evoluției raporturilor de forță dintre contractanți”. Din această etapă rămâne tradiția unei autonomii și a unor tratate garantând aceste privilegii. În aprilie 1711 la tratativele de la Luțk, Dimitrie Cantemir va face să fie menționate de nenumărate ori cuvintele în textul final: granițele țării, autonomia ei față de turci, organizarea internă etc., care reprezentau chiar esența capitulațiilor, aceea că avem de a face cu un pământ liber, libertate răscumpărată anual prin diferite sume de bani înaintate Porții.
După Revoluția de la 1821 și restabilirea domniilor pământene rolul capitulațiilor se schimbă radical, elitele românești începând a le folosi pentru întărirea legăturilor cu Poarta și pentru respingerea protectoratului rus.

## Analiza istorică a capitulațiilor
O lungă perioadă de timp de la „redescoperirea” acestor capitulații nimeni nu a chestionat veridicitatea acestor acte, necesitățile politice ale autonomiei Principatelor față de Poartă nu permiteau nici unui adevărat patriot să intre într-o analiză de autenticitate fără a prejudicia interesele neamului. După 1878 schimbarea poziției internaționale a țării, în urma dobândirii independenței, permitea o analiză pur istorică, neîncărcată de repercusiuni politice. Paternitatea primului act de punere în discuție a capitulațiilor i-a revenit lui Nicolae Iorga, ce aprecia că „pretinsele tratate sunt rezultatul relațiilor vechi cu Poarta, așa cum se păstrase în mintea boierilor dintr-o epocă mai târzie”, „cu o formă neadmisibilă din capul locului, căci în acest stil nu s-a scris niciodată în cancelaria otomană”. O critică puternică adusă existenței capitulațiilor a fost făcută de Constantin Giurescu, în lucrarea sa „Capitulațiile Moldovei cu Poarta otomană. Studiu istoric”. Istoriografia de la C. Giurescu a apreciat integral actele înaintate Congresului de la Focșani ca „falsuri patriotice”, cum spunea N. Iorga.
În Studiul istoric sus-amintit al lui Constantin Giurescu se relatează că la Academia Română  există Mss 114 al lui Antohie Sion , fiul lui Iordache Sion, scris între 6 februarie 1804 și 14 septembrie 1804, care conține scrierea cu titlul "Din izvoadele răposatului Nicolai Costin, ce au fost vel logofăt". În acest text, Antohie Sion povestește că Tăutul vel logofăt a fost trimis sol la sultanul Baiazid al II-lea de către Bogdan voievod  III, fiul lui Ștefan cel Mare, să închine țara la Turci. Acolo solul moldovean ar fi primit un hatișerif , cu data 1512, care conținea zece puncte (denumite de  Antohie Sion " legăturile celi primite și întărite de împăratul"), prin care strămoșii noștri s-au închinat la Poartă. După o analiză științifică extrem de minuțioasă a documentelor rămase de la cronicari, Constantin Giurescu ajunge la concluzia că "Închinarea Moldovei la Turci sub Bogdan de care vorbește tradițiunea, nu se adeverește deci prin documente și ea trebuie înlăturată dintre faptele istorice"..."Povestea închinării la Turci sub Bogdan a fost introdusă în "Cronica lui Ureche" de Simion dascălul. Dimitrie Cantemir i-a adăugat unele elemente noi, pentru motive care nu se pot încă lămuri, plăzmuind...condițiunile închinării, consființite printr-un hatișerif al Sultanului."
Textul din Cronica lui Grigore Ureche este următorul: „Pe învățătura tătâne-său, a lui Ștefan-vodă, [Bogdan] trimis-au la împărăția turcilor pre Tăutul logofătul cel mare, cu slujitori, pedestrime, dărăbani, de au dus birul, zece povoară de bani și s-au închinat cu toată țara la sultan Suleimanu împăratul turcescu. Iară împărăția de bucurie mare cu dragoste i-au priimit și au dăruit toți banii Tăutului logofătului celui mare și i-au adus în țară și au ziditu pre acei bani o sfântă biserică în satu în Bălinești, ce este la ținutul Sucevii și trăiește până astăzi.”
Pe de altă parte, în Descrierea Moldovei  ,scrisă de Dimitrie Cantemir regăsim următorul text: „...Bogdan cel Chior, a închinat Moldova turcilor -după cum se zice, în urma diatei lăsate de tatăl său - învoindu-se să le dea, în fiece an, 4000 de galbeni, 40 de cai și 24 de șoimi, dar nu ca tribut, ci numai ca semn de închinare...”